# Sześciokąt

Przykład sześciokąta nieforemnego

Sześciokąt (sześciobok, heksagon) – wielokąt o sześciu bokach i sześciu kątach wewnętrznych. Suma miar kątów w dowolnym sześciokącie jest równa 720°.

## Sześciokąt foremny

Sześciokąt foremny

Przykładowa konstrukcja sześciokąta foremnego

Jest to sześciokąt wypukły o wszystkich bokach równej długości i wszystkich kątach równych.
Ma on następujące własności ({\displaystyle a} jest długością boku sześciokąta):
- Jest to wielokąt foremny możliwy do skonstruowania przy pomocy cyrkla i linijki.
- Każdy jego kąt wewnętrzny ma miarę {\displaystyle {\frac {2}{3}}\pi =120^{\circ }.}
- Kąt środkowy okręgu opisanego, oparty na boku, ma miarę {\displaystyle {\frac {\pi }{3}}=60^{\circ }.}
- Promień okręgu opisanego:

{\displaystyle R=a.}
- Promień okręgu wpisanego:

{\displaystyle r={\frac {a{\sqrt {3}}}{2}}.}
- Pole powierzchni sześciokąta foremnego:

{\displaystyle S={\frac {3a^{2}{\sqrt {3}}}{2}}=a^{2}{\sqrt {6{,}75}}\approx 2{,}59808\cdot a^{2}.}
- Obwód ma długość: {\displaystyle 6a.}
- Dłuższa przekątna ma długość: {\displaystyle 2a.}
- Krótsza przekątna ma długość: {\displaystyle a{\sqrt {3}}.}

Sześciokąty foremne stanowią ściany różnych wielościanów, m.in. czworościanu ściętego, ośmiościanu ściętego i dwudziestościanu ściętego.